# 시나노아사노역
시나노아사노역(일본어: 信濃浅野駅)은 일본 나가노현 나가노시에 위치한 동일본 여객철도 이야마 선의 철도역이다. 단선 승강장 1면 1선의 구조를 갖춘 지상역이다.

## 이용 현황
| 승차 인원 추이 | 승차 인원 추이 |
| 연도           | 1일 평균       |
| -------------- | -------------- |
| 2000           | 208            |
| 2001           | 207            |
| 2002           | 192            |
| 2003           | 187            |
| 2004           | 188            |
| 2005           | 183            |
| 2006           | 180            |
| 2007           | 195            |
| 2008           | 209            |
| 2009           | 221            |
| 2010           | 226            |
| 2011           | 201            |
| 2012           | 192            |
| 2013           | 184            |
| 2014           | 175            |
| 2015           | 175            |

## 역 주변
- 도리이 강

## 역사
- 1921년 10월 21일 : 이야마 철도 주식회사의 신슈아사노역으로서 개업.
- 1944년 6월 1일 : 국유화에 의해, 국철 이야마 선의 역이 됨. 시나노아사노역으로 개칭.
- 1982년 11월 1일 : 간이 위탁화.
- 1987년 4월 1일 : 일본국유철도 분할 민영화에 의해, 동일본 여객철도가 승계.
- 1995년
  - 7월 12일 : 집중 호우에 의해 역 부근의 도리이 강 철교가 침수해, 이야마 선 전 노선이 운행 중단.
  - 7월 18일 : 이야마 선 전 노선에서 운행이 재개됨.
- 2014년 12월 31일 : 해당 연월일 이후, 간이 위탁 발매 중단.
- 2015년 2월 1일 : 해당 연월일 이후, 간이 위탁 발매 영업 재개.

## 인접 역
| 동일본 여객철도 이야마 선   | 동일본 여객철도 이야마 선 | 동일본 여객철도 이야마 선      |
| --------------------------- | ------------------------- | ------------------------------ |
| 도요노 나가노 · 도요노 방면 | ■ 이야마 선               | 다테가하나 에치고카와구치 방면 |